# Escuela Avery Coonley
La escuela Avery Coonley (ACS), comúnmente llamada Avery Coonley, es una escuela diurna independiente y mixta que atiende a estudiantes académicamente dotados desde preescolar hasta octavo grado (aproximadamente de 3 a 14 años), y está situada en Downers Grove, en el condado de DuPage, Illinois. La escuela se fundó en 1906 para promover las teorías educativas progresistas desarrolladas por John Dewey y otros filósofos de finales del siglo XX, y fue un modelo de educación progresista reconocido a nivel nacional hasta los años 1940. De 1943 a 1965, Avery Coonley formó parte del National College of Education (ahora National Louis University), sirviendo de laboratorio activo para la formación de profesores y la investigación educativa. En la década de 1960, el ACS se convirtió en un centro de investigación regional y un centro de liderazgo para las escuelas independientes, y comenzó a centrarse en la educación de los superdotados.
La escuela ha ocupado varias estructuras a lo largo de su historia, incluida una pequeña casa de campo en la finca de Coonley en Riverside, Illinois, y otro edificio diseñado por Frank Lloyd Wright. Se trasladó a Downers Grove en 1916 y se convirtió en la Escuela Avery Coonley en 1929, con un nuevo campus de 10,45 acres (4,23 ha) diseñado en los estilos Prairie y Arts and Crafts, ajardinado por Jens Jensen, conocido como "decano de los arquitectos paisajistas del mundo". El campus se ha ampliado varias veces desde 1980 para crear más espacio para las artes, la tecnología y las aulas. Avery Coonley fue incluido en el Registro Nacional de Lugares Históricos en 2007, citando la "influencia duradera en las escuelas de todo el país" del programa educativo y el diseño del edificio y los terrenos.
Los alumnos trabajan como mínimo un año por encima de su nivel actual, y exploran temas amplios que les permiten aprender en todas las materias y participar en proyectos creativos y de colaboración, utilizando en gran medida la tecnología educativa. Se ofrecen oportunidades para ampliar los estudios en el aula a través de una serie de actividades extracurriculares. La admisión es competitiva y se requiere una puntuación de CI de al menos 124. ACS destaca por su historial de éxitos en competiciones académicas a nivel estatal y nacional en matemáticas, ciencias, geografía y otras materias. ACS fue reconocida como Escuela de Cinta Azul por el Departamento de Educación de los Estados Unidos en 1988. Avery Coonley atrajo la atención de los medios de comunicación nacionales en 1994, cuando se prohibió a la escuela competir en la Feria de Ciencias del Estado de Illinois después de haber ganado por cuarto año consecutivo.

## Historia

### Fundación y escuela rural (1906-1916)

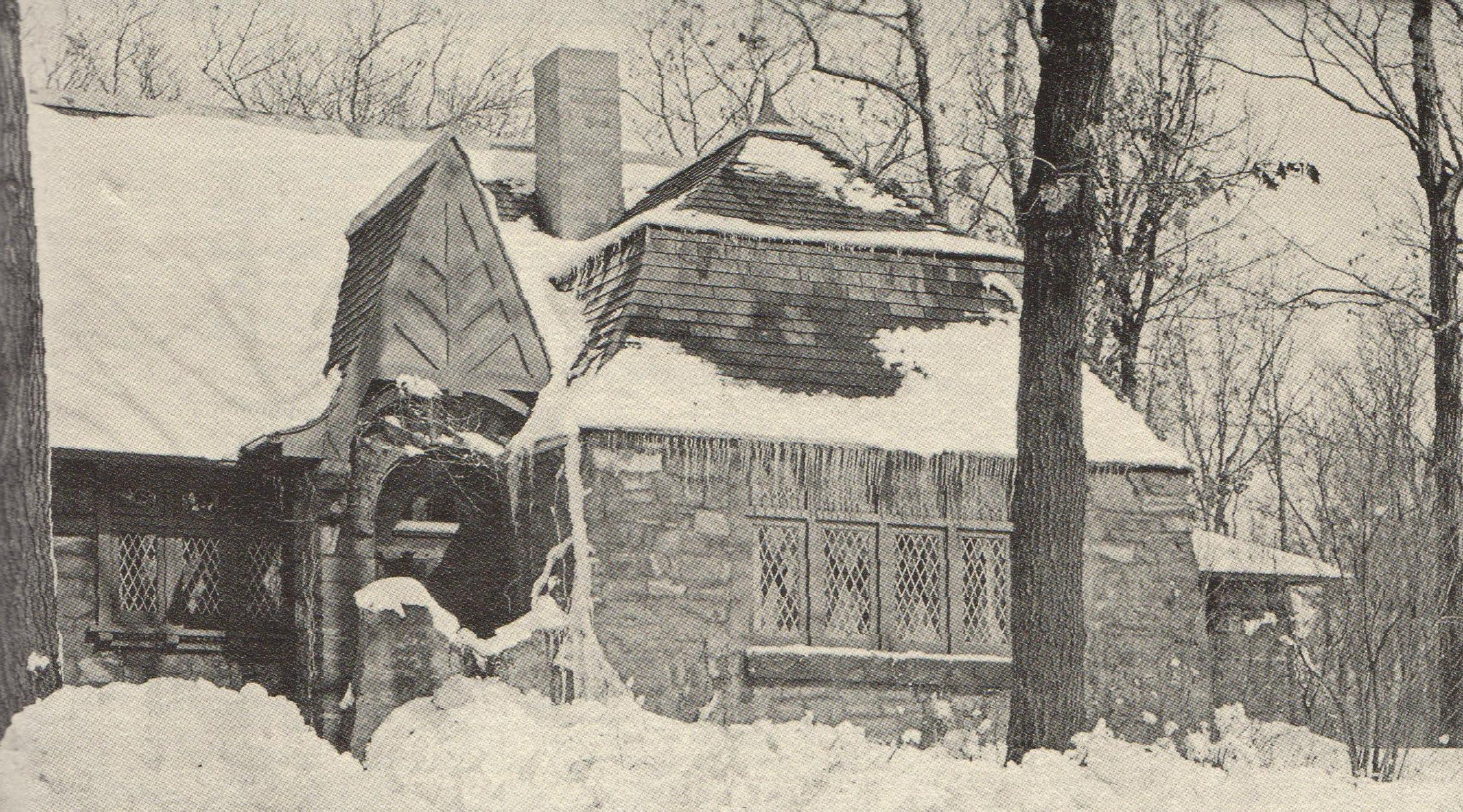
La cabaña en el estado de Coonley, primer hogar de la escuela Avery Coonley. Diseñado por Charles Whittlesey en 1894, más tarde se convirtió en una residencia privada.

En 1906, Queene Ferry Coonley, esposa del acaudalado industrial y editor de Riverside Avery Coonley, decidió poner en marcha un programa de jardín de infancia al que pudieran asistir niños menores de cinco años. Queene Coonley se formó como trabajadora social y maestra de jardín de infancia en la Escuela Normal de Detroit (actual Universidad Estatal de Wayne) y quedó impresionada por las teorías de Friedrich Fröbel, quien creía que la educación temprana de los niños debía ser una extensión de su vida en el hogar. Las teorías de Fröbel recogían los tres principios fundamentales de lo que John Dewey llamaría más tarde la "actitud de jardín de infancia", que se aplicaba no sólo a los niños de jardín de infancia sino a los de todas las edades. Dewey escribió que el papel principal de la escuela es formar a los niños en la vida cooperativa, que la raíz de todo aprendizaje es la actividad del niño y no el material externo, y que dirigir los impulsos espontáneos de los niños hacia el mantenimiento de la vida colectiva de la escuela es la forma en que se preparan para la vida adulta. Convencida de estos principios, Coonley trató de inscribir a su hija de cuatro años en la Escuela Riverside, uno de los pocos jardines de infancia públicos de la zona, pero se sintió decepcionada cuando la niña no pudo ser admitida porque aún no había cumplido los cinco años.
Coonley convenció a la directora del programa de Riverside, Lucia Burton Morse, y a su asistente, Charlotte Krum, para que ayudaran a poner en marcha una nueva escuela. Morse y Krum habían asistido al Kindergarten College de Elizabeth Harrison, que "defendió el concepto de la enseñanza de los jardines de infancia en Estados Unidos y fue una de las primeras escuelas de magisterio del país en ofrecer un programa de cuatro años que culminaba con la licenciatura en educación". Allí habían estudiado las teorías educativas de John Dewey y otros, que se oponían a las prácticas pedagógicas más tradicionales de la época, que veían la educación como el negocio de transmitir cuerpos de información de larga duración a las nuevas generaciones e inculcar una formación moral basada en reglas y normas de conducta. Sus nuevas visiones progresistas de la educación hacían hincapié en un enfoque individualizado de la misma y en un plan de estudios integrado en el que los niños aprendían a partir de la experiencia y la interacción social. Según Dewey, "es un precepto cardinal de la nueva escuela de educación que el comienzo de la instrucción se haga con la experiencia que los alumnos ya tienen; que esta experiencia y las capacidades que se han desarrollado durante su transcurso proporcionen el punto de partida para todo el aprendizaje posterior". Estas ideas sentaron las bases de lo que sería el "movimiento progresista" en la educación. Coonley, Morse y Krum llevaron estas ideas a la nueva escuela, que Coonley describió como "una comunidad de niños". Su propósito no era tanto enseñar lo que otros habían pensado o los adultos habían hecho, sino que los propios niños hicieran algo".

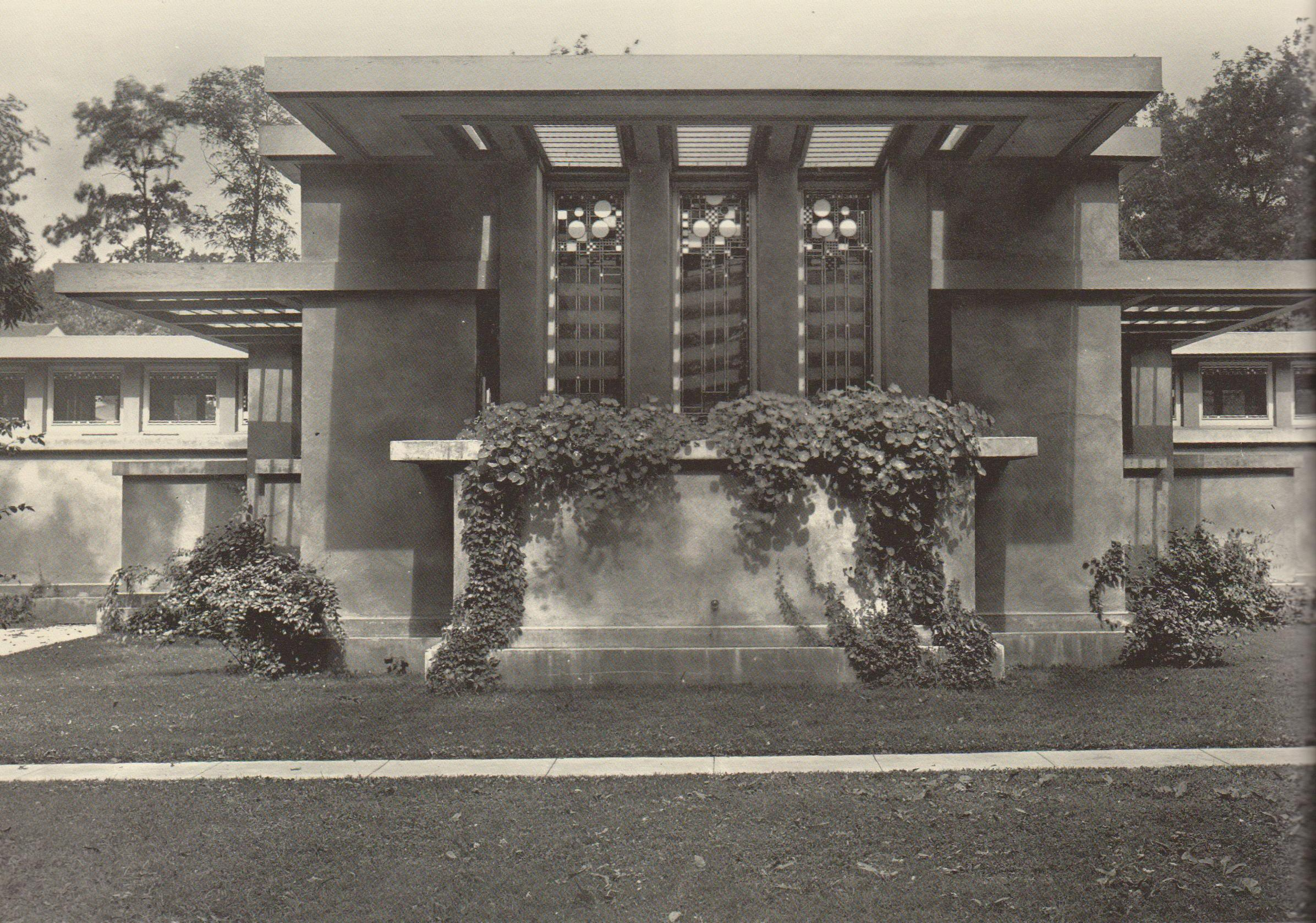
La casa de juegos de Coonley, con sus características ventanas "sinfonía-infantil", fue construido por Frank Lloyd Wright para albergar la escuela de campo en 1912. Ha sido nominado como Monumento Histórico Nacional.

Una pequeña casa de campo en la finca de Coonley sirvió como primer edificio escolar, lo que se refleja en su nombre original, Cottage School. El diseñador fue Charles Whittlesey, que había sido aprendiz de Louis Sullivan. El edificio principal de la finca, la Casa Avery Coonley, diseñada por Frank Lloyd Wright, es ahora un monumento histórico nacional. A lo largo de los años, muchos de los edificios de la finca se utilizaron como aulas y residencias para profesores. A medida que se añadían nuevos cursos, la escuela crecía, y en 1911 Coonley encargó a Wright el diseño de un espacio más amplio para los alumnos. El nuevo edificio se terminó en 1912 y pasó a llamarse Coonley Playhouse, y presentaba docenas de ventanas de vidrio artístico de colores brillantes, que evocaban banderas, globos y confeti en lo que Wright denominó una "sinfonía infantil". "Sus brillantes colores primarios y sus animados diseños geométricos las convierten en algunas de las ventanas más famosas de Wright".
Se ofrecían dos años de jardín de infancia, a partir de los cuatro años, y los alumnos avanzaban hasta el primer grado con otros estudiantes de su edad. La Escuela Rural era gratuita para todos los alumnos y se financiaba tanto con los propios recursos de Coonley como con los fondos recaudados por la Asociación de Educación Infantil. La Asociación, de la que Coonley era presidente, promovía nuevas ideas educativas y recaudaba fondos para apoyarlas. En 1915, John Dewey y su hija Evelyn incluyeron a la Escuela Rural en su libro The Schools of To-Morrow (Las escuelas del mañana), en el que examinaban cómo las escuelas progresistas de todo el país ponían en práctica las nuevas ideas educativas. Les llamó especialmente la atención el protagonismo de la naturaleza en la vida escolar, señalando que:
Tienen, por ejemplo, un ave singular que tiene tanta personalidad en la vida escolar como cualquiera de los niños, y éstos, al haberle cuidado y observado su crecimiento y sus hábitos, se han interesado mucho más por las aves silvestres. En el patio trasero hay una cabra, la cosa más querida del lugar, donde los niños la han criado desde pequeña; y todavía hacen todo el trabajo de cuidarla.
Los Deweys pusieron a la Escuela Rural como ejemplo de formación en buena ciudadanía, comentando sus simulacros de elecciones, autogobierno y servicio público: "La escuela, organizada por los alumnos en una liga cívica, se ha hecho responsable de las condiciones de las calles en ciertas partes de la ciudad, y no sólo está limpiando, sino que intenta que el resto de la ciudad se interese por el problema". También se destacó la enseñanza del inglés, que no se impartía como una asignatura independiente, sino como parte de las lecciones de historia, la elaboración de diarios y otros ejercicios. Dewey escribió: "El énfasis se pone en ayudar al niño a expresar sus ideas; pero ese trabajo proporciona una amplia oportunidad para el requerido ejercicio de la mecánica de la escritura."

### Escuela Primaria Junior (1916-1929)

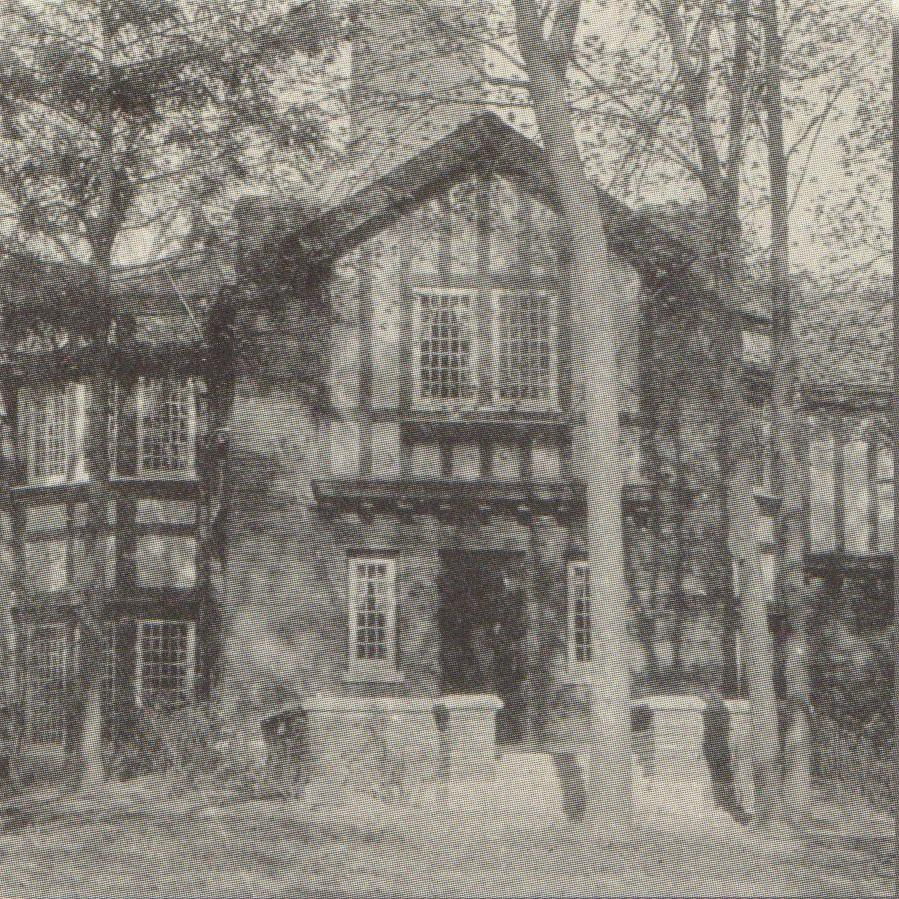
La Escuela Primaria Junior en Downers Grove. El edificio fue demolido en 1944 y el terreno fue vendido. Más tarde fue donado para crear lo que se convertiría en Fishel Park.

Al mismo tiempo que se construía la Ludoteca, Coonley aceptó construir un jardín de infancia en la cercana ciudad de Downers Grove, que no tenía escuela pública. Coonley compró un terreno en la calle Grove y encargó el diseño del edificio al estudio de arquitectura Perkins, Fellows & Hamilton. La escuela, dirigida por Lucia Morse, se puso en marcha como Escuela Asociada a Extensión de ardín de infancia en 1912. En 1916, se cerró la Escuela Rural y se puso en marcha un programa de primer grado en el jardín de infancia de Downers Grove, que pasó a llamarse Escuela Primaria Junior. Para acomodar a los alumnos de mayor edad, se añadió una clase de segundo grado en 1920 para alumnos de unos siete años, un tercer grado en 1926 para alumnos de ocho años, y un cuarto grado para alumnos de nueve años poco después.
Los Coonley se trasladaron a Washington D. C. en 1916, y aunque Queene siguió dedicando su tiempo y dinero, dejó la dirección diaria de la escuela a Morse. Bajo su dirección, la Escuela Primaria Junior se basó en los fundamentos educativos establecidos en la Escuela Rural, con su enfoque en la participación activa de los estudiantes. El teatro, la música y la danza eran partes importantes del plan de estudios, y el estudio de la naturaleza seguía siendo un componente integral de las actividades de los alumnos. Estas ideas, y el estudio de la naturaleza en particular, fueron en gran medida la creación del coronel Francis Wayland Parker, a quien John Dewey se refirió una vez como "el padre de la educación progresiva". La Escuela Primaria Junior fue un campo de pruebas para estos principios, que exigían una nueva forma de relacionarse con los alumnos, permitiéndoles experimentar libremente sus lecciones en sus propios términos. No se hacía ninguna distinción entre las actividades de los niños y las niñas, que incluían jardinería, carpintería y cocina. Coonley recordaba que "teníamos niños y niñas. No hacíamos distinción, chicos y chicas cocinaban, chicos y chicas hacían trabajos de carpintería, chicos y chicas participaban por igual en todos los asuntos de gobierno". Los alumnos recreaban la historia y la literatura, componían su propia música y pasaban gran parte de su tiempo al aire libre. En 1924, Coonley y Morse ayudaron a fundar una revista titulada Progressive Education, en la que publicaron sus propias experiencias prácticas en la escuela, acompañadas de artículos escritos por destacados teóricos de la educación, entre ellos John Dewey. Se convirtió en la principal revista profesional del movimiento educativo progresista y se publicó hasta 1957.

### Escuela Avery Coonley (1929-1960)

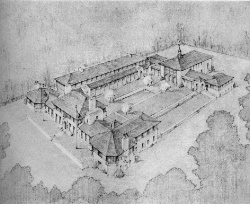
Bosquejo arquitectónico del campus de la Escuela Avery Coonley por Waldron Faulkner. Faulkner se convertiría más tarde en uno de los principales arquitectos del campus de la Universidad George Washington en Washington, DC

El número de alumnos siguió creciendo, y a finales de los años 20 se añadió un segundo edificio al campus de la Escuela Primaria Junior, pero se consideraron necesarias unas instalaciones aún más grandes para acomodar el crecimiento futuro y los niveles de grado adicionales. Coonley eligió un terreno boscoso en Downers Grove, adyacente a la Reserva Forestal de Maple Grove, como lugar para el nuevo edificio, y su yerno, Waldron Faulkner, se convirtió en el arquitecto del nuevo proyecto de construcción. Más de cien estudiantes asistieron a la escuela en el edificio inaugurado el 30 de septiembre de 1929, y se rebautizó como Escuela Avery Coonley, en honor al difunto marido de Coonley, que había muerto en 1920. Coonley eligió una mascota inusual para representar los ideales de la escuela. Pensó que un caballito de mar era un ejemplo de una criatura única que también era miembro de una comunidad mayor, una analogía de su visión de Avery Coonley. El caballito de mar nada en posición vertical, de donde se deriva el lema de la escuela: "Adelante y arriba", y las representaciones de los caballitos de mar se reflejan en la herrería decorativa y en la veleta del edificio de 1929.
La educación progresista, una pedagogía que promueve el aprendizaje a través de experiencias de la vida real, estaba en su apogeo en los Estados Unidos en las décadas de 1920 y 1930, y la Escuela Avery Coonley era un modelo ampliamente conocido de estas teorías en acción. Avery Coonley aparecía regularmente en Progressive Education y otras revistas profesionales, y en 1938, la editora de Progressive Education, Gertrude Hartman, publicó un perfil de la Escuela Avery Coonley en su libro Finding Wisdom: Crónicas de una escuela de hoy. Señaló que "[v]isitantes de todas partes de Estados Unidos y de países extranjeros [venían] a ver la escuela, a veces hasta treinta en un día". Hartman describió con gran detalle el plan de estudios y la vida cotidiana de la escuela, que para entonces había añadido un séptimo y un octavo grado, comentando que
lo más destacable es el espíritu de seriedad y alegría que lo impregna... Hay una filosofía fundamental de la vida y la educación que subyace en el trabajo de la escuela, que da una clara dirección a todas sus actividades. Se han planificado amplias áreas que forman el marco del plan de estudios. Sin embargo, éstas son flexibles y están sujetas a modificaciones en función de las condiciones.
El libro describía el progreso de los alumnos desde su primer año de jardín de infancia hasta sus diez años de estudio, capturando en fotos, historias y ejemplos del trabajo de los alumnos sus encuentros con la naturaleza, la historia, el arte y otras materias a través del juego creativo y los proyectos de colaboración. Concluyó con observaciones sobre la importancia de la vida cotidiana de la escuela en el desarrollo de la responsabilidad social:
Los responsables de la escuela creen que del tipo de educación que se describe aquí surgirán miembros de la sociedad más ilustrados socialmente que los que ha producido la educación de nuestra generación... El método en el que confían los responsables de la escuela es la construcción en la propia naturaleza de los niños y niñas, a lo largo de sus años de crecimiento, de aquellas cualidades de la mente y el espíritu de las que sólo puede surgir una nueva actitud hacia las relaciones humanas.
Finding Wisdom (Encontrando la sabiduría) se convirtió en un clásico en el campo de la educación y consolidó la reputación nacional de la Escuela Avery Coonley como modelo de educación progresista.
Morse murió en 1940, después de 34 años como director, y pasaron varios años sin una dirección local fuerte. Para asegurar una base más sólida para el futuro, Coonley fusionó Avery Coonley con el National College of Education (NCE, antes Kindergarten College de Chicago y ahora National Louis University) en Evanston, Illinois, en 1943. Las dos instituciones tenían estrechos vínculos que se remontaban a los días del Kindergarten College de Morse, y el acuerdo aprovechaba los recursos financieros y de enseñanza del NCE, mientras que Avery Coonley proporcionaba un laboratorio vivo para la formación de profesores y la investigación educativa. Bajo la dirección del NCE, el ACS siguió ofreciendo un plan de estudios que hacía hincapié en el aprendizaje práctico, la educación al aire libre -incluida la agricultura- y las actividades prácticas como la reparación de automóviles. En 1949 se añadieron el alemán y el francés, y los alumnos empezaron a aprenderlo en el primer curso.

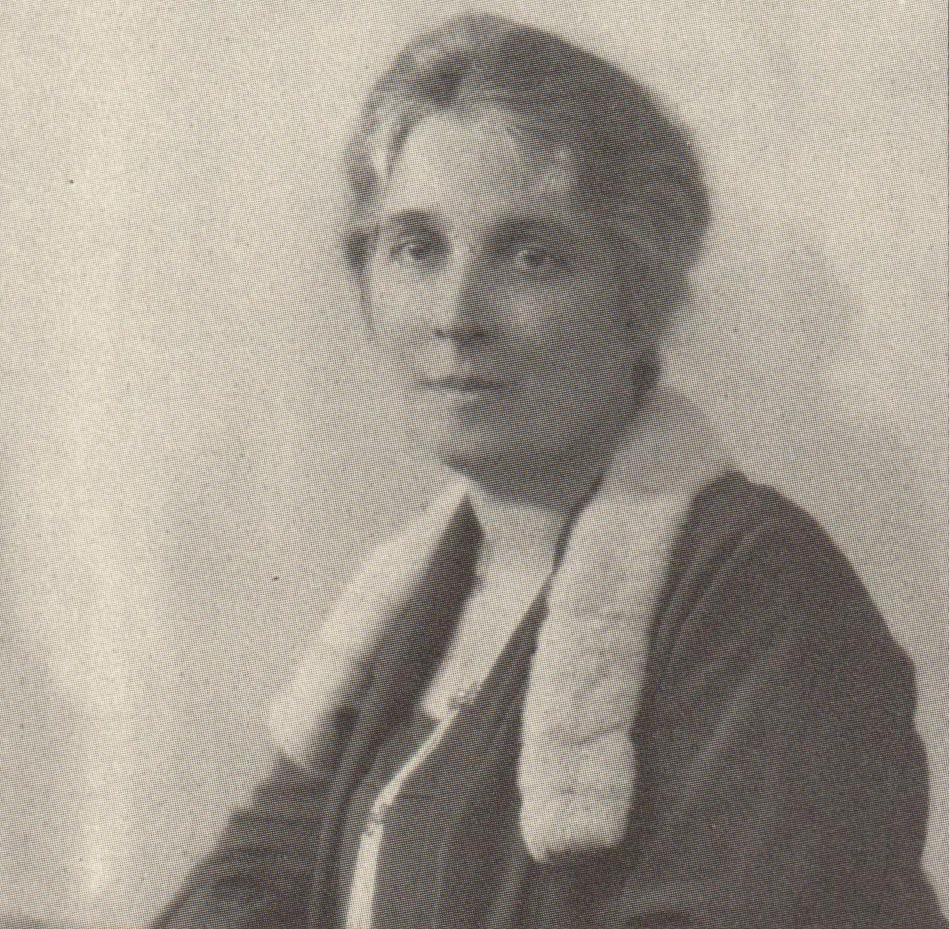
Queene Ferry Coonley, fundadora y mecenas de la Escuela Avery Coonley de 1906 a 1958. Fue recordada como una defensora del sufragio femenino y la educación progresiva.

Coonley murió en 1958; ACS había recurrido a Coonley por su liderazgo a lo largo de los años, pero aún más por su filantropía. ACS comenzó a cobrar la matrícula en 1929, pero seguía dependiendo del apoyo financiero de Coonley, y su muerte causó graves dificultades financieras. Bajo la dirección del recién nombrado director John Malach, en 1960 se puso en marcha un programa de verano, abierto a todos los niños de los alrededores, para aumentar los ingresos y la visibilidad. En 1961 se añadió una piscina para reforzar el programa. Las inscripciones habían disminuido a lo largo de los años y Malach promocionó el programa de forma agresiva, entrevistando personalmente a los posibles estudiantes. En 1964, las inscripciones volvieron a alcanzar los 200 alumnos, lo que supuso una matrícula adicional y una estabilidad financiera muy necesaria.
En 1965, los beneficios de la asociación con el National College of Education eran menos evidentes y el Consejo de Administración compró Avery Coonley al NCE. Bajo la dirección de Malach, la AEC siguió experimentando e innovando. A pesar del escepticismo generalizado entre los educadores contemporáneos de que los niños de preescolar estuvieran preparados para leer, la ACS lanzó un programa de lectura temprana a principios de la década de 1960. La postura de Malach era que "no creemos que se deba enseñar a un niño porque tenga 6 años o esté en primer grado. Nuestros niños empiezan a aprender a leer cuando el profesor determina que el niño está preparado. Entonces el profesor trabaja individualmente con el niño a su propio ritmo". Sin embargo, para entonces, las ideas antaño radicales de la educación progresista se habían convertido en "sabiduría convencional" y el jardín de infancia era un elemento omnipresente en las escuelas públicas estadounidenses. Como parte de la "apuesta de Malach por reforzar el papel de liderazgo que la escuela Avery Coonley había desempeñado durante sus primeros años", ACS se unió a la Asociación de Escuelas Independientes de los Estados Centrales (ISACS) en 1961. La ISACS se fundó en 1908 para promover las mejores prácticas en las escuelas independientes, e instituyó un programa de acreditación obligatorio para las escuelas miembros en 1961. Avery Coonley fue la sede de la ISACS desde 1970 hasta que la oficina central se disolvió en 2000.
Malach también creó el Instituto de Investigación Educativa (IER) en 1964 como centro de experimentación educativa. El Instituto, con sede en la AEC, era una empresa conjunta con más de treinta distritos escolares públicos, que colaboraban en proyectos de investigación y compartían los resultados. El gran número de escuelas implicadas garantizaba la disponibilidad de muestras de investigación estadísticamente significativas y la posibilidad de llevar a cabo múltiples proyectos a la vez. En uno de los primeros proyectos del Instituto, 36 profesores de historia redactaron más de 2.000 preguntas de examen para ayudar a demostrar que "muchos profesores quieren ayuda para redactar mejores ítems de evaluación basados en objetivos de comportamiento". Entre los ejemplos de otros proyectos se encuentran los programas de oratoria en el jardín de infancia, los programas de ciencias en la escuela primaria y la lectura rápida en la escuela secundaria.